# William James

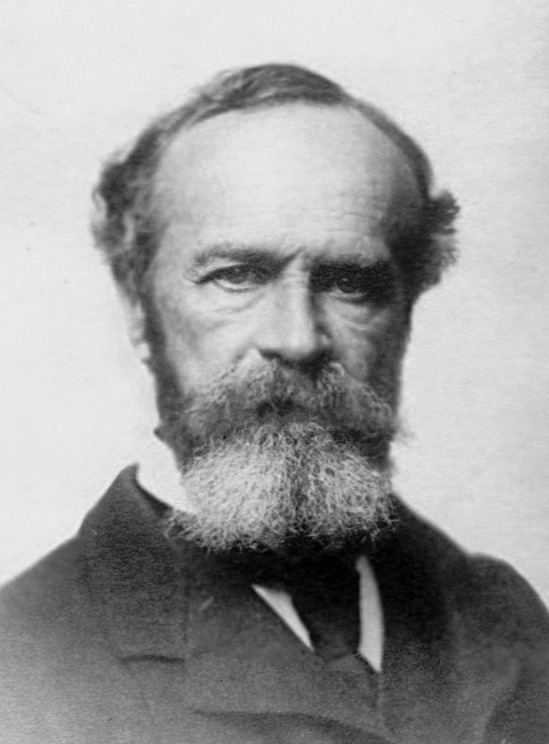
William James

William James (11. ledna 1842 New York, USA – 26. srpna 1910 Chocorua, New Hampshire, USA) byl americký psycholog, jeden ze zakladatelů vědecké a empirické psychologie, autor vlivných knih o mystice, o psychologii náboženství a filozofii výchovy a významný představitel pragmatické filozofie. Byl 14. nejcitovanějším psychologem ve 20. století.

## Životopis
Narodil se v bohaté newyorské rodině, jeho otec se zajímal o literaturu, o Swedenborgovu teologii a měl bohaté styky s americkou i evropskou intelektuální elitou té doby: s Ralphem Emersonem, Charlesem Peircem, Ernstem Machem, Johnem Deweym, Markem Twainem, Jamesem Frazerem, Henrim Bergsonem, H. G. Wellsem, G. K. Chestertonem, Sigmundem Freudem, C. G. Jungem. Stejně jako jeho pět velmi nadaných sourozenců dostal vynikající vzdělání, několikrát navštívil Evropu a naučil se řadu jazyků. Jeho bratr Henry James se stal velmi úspěšným spisovatelem.
Od roku 1864 studoval medicínu na Harvardově univerzitě, kde pak také působil až do smrti (1910). V letech 1867–1868, když se léčil z depresí v Německu, objevil psychologii Hermanna Helmholtze a Freudova učitele Pierra Janeta. Po promoci (1869) se stal asistentem lékařství na Harvardově univerzitě, ale od roku 1876 se už věnoval pouze psychologii (profesorem 1885) a od roku 1897 se stal tamtéž profesorem filosofie.

## Dílo
Nebyl myslitel akademické učenosti, nýbrž stále se snažil, aby jeho myšlení studentům i čtenářům pomáhalo lépe žít. V psychologii kritizoval dogmatické školy, které podle něho k ničemu nevedou. Proti mechanistickým výkladům myšlenkových procesů (např. jako asociací) zdůrazňoval, že člověk vždycky sleduje nějaké cíle, hledá, volí a jedná. Slavný je Jamesův výklad emocí: není to tak, že by člověk viděl medvěda, dostal strach, a proto utekl, nýbrž tak, že uteče, jak spatří medvěda, a teprve potom dostane strach. Emoce jsou tedy cosi prvotního a bezprostředního, vyvolaného přímo vjemy nebo podněty.
Pravda je podle něj to, co se lidem dlouhodobě osvědčilo a osvědčuje, druh dobra, který jim umožňuje lépe žít. To je jádro jeho pragmatismu. James je také empirista, ovšem zvláštního, radikálního druhu. Zkušenost není něco, co by se dalo rozdělit a fixovat jako jednotlivá, naprosto objektivní fakta, nýbrž je především celková, proměnlivá a poznamenaná vnímajícím člověkem. Člověka nelze od jeho zkušenosti oddělit.
Také jeho filosofie náboženství zdůrazňuje na jedné straně bezprostřední povahu náboženské zkušenosti, která není pojmová ani teoretická, nýbrž celková a žitá. Náboženská zkušenost je zvláště zajímavým předmětem psychologického zkoumání, protože se v ní jako pod mikroskopem ukazuje, jak funguje naše mysl. Na druhé straně trvalá přítomnost náboženství v lidských společnostech podle Jamese dokazuje, že bylo lidem užitečné a pomáhalo jim žít a jednat ve spletitém světě. Proto má člověk, jak říká James, „vůli věřit“ (the will to believe).

### Citáty
- …objektivní pravda, v níž funkce uspokojování lidských přání vůbec nehraje žádnou úlohu, neexistuje … nezávislá pravda … představuje pouze mrtvé srdce prázdného stromu. (z díla Pragmatismus)
- Mnoho lidí se domnívá, že myslí, ač jenom nově řadí své předsudky.
- Nejdůležitější v životě je žít pro něco více, než jen vlastní život.
- Naše vlastní nedostatky nám překvapivě pomáhají.
- Umění být moudrým spočívá v umění vědět, čemu nevěnovat pozornost.
- Víra dává novou chuť k životu.
- Bůh nám možná odpustí naše hříchy, ale naše nervová soustava nám je neodpustí nikdy.[2]

### Výroky
- Chtějte, aby to tak bylo. Chtějte, aby to tak bylo, protože smíření se s tím, co se stalo, je první krok k překonání následku každé nepříjemnosti.
- Většina toho, co nazýváme zlem… může být často změněna na posilující a povzbuzující dobro pouze tím, že vnitřní postoj trpitele se změní z utrpení na chuť bojovat.
- Víra je jedna ze sil, které umožňují člověku žít, a její úplná absence vede ke zhroucení!

## Spisy
- The Principles of Psychology (1890)
- Psychology (Briefer Course) (1892)
- The Will to Believe (1897)
- Human Immortality: Two Supposed Objections to the Doctrine (1897)
- Talks to Teachers on Psychology: and to Students on Some of Life's Ideals (1899)
- The Varieties of Religious Experience (1902)
- Pragmatism: A New Name for Some Old Ways of Thinking (1907)
- A Pluralistic Universe (1909)
- The Meaning of Truth: A Sequel to „Pragmatism“ (1909)
- Some Problems of Philosophy: A Beginning of an Introduction to Philosophy (1911)
- Essays in Radical Empiricism (1912)

### Česky vyšlo
- Druhy náboženské zkušenosti, Praha 1930
- Pragmatismus: nové jméno pro staré způsoby myšlení. Brno: CDK 2003. Starší vydání, Praha: Jan Laichter 1918, je dostupné online
- Úvod do religionistiky. FF UK Praha 2004